# María Teresa Lizaranzu Perinat
María Teresa Lizaranzu Perinat (Madrid, 1968) es una diplomática española. Fue embajadora de España en Bosnia Herzegovina (2021-2024).

## Carrera diplomática
Tras licenciarse en Derecho en la Universidad Complutense de Madrid y realizar un máster en Derecho comunitario en la Universidad Libre de Bruselas ingresó en la carrera Diplomática (1997).
Fue Embajadora Delegada Permanente de España ante la UNESCO, y presidenta de la Comisión de finanzas y asuntos administrativos del Consejo Ejecutivo, y vicepresidenta la comisión APX (finanzas) de la Conferencia General.
En el extranjero, ha estado destinada como Consejera en la Representación Permanente de España ante la Unión Europea, en la Subdirección general de Asuntos de Justicia e Interior y en las Embajadas de España en Alemania y Finlandia.
En los servicios centrales del Ministerio de Asuntos Exteriores, Unión Europea y Cooperación fue Subdirectora General del Magreb y Subdirectora Adjunta de Oriente Próximo dentro de la Dirección General para el Magreb, Oriente Medio y el Mediterráneo.
Ha sido jefa de delegación en el Comité de Patrimonio Mundial y Directora de Políticas e Industrias Culturales, y Presidenta de la Sociedad Estatal Acción Cultural Español (AC/E).
Fue cónsul adjunta en Jerusalén, y embajadora de España en Bosnia y Herzegovina (2021-2024).